# Масягутово
Масягу́тово (тат. Мәсгут) — село в Азнакаевском районе Республики Татарстан. Административный центр Масягутовского сельского поселения.

## Этимология
Топоним произошёл от антропонима на татарском языке «Мәсгут» (Масгут).

## География
Село расположено в Восточном Закамье на левом притоке реки Мелля, в 15 км к северо-западу от города Азнакаево.

## История
О первопоселенце мишарине Масягуте Тятимове в доношении старшин и рядовых башкир-вотчинников начальнику Оренбургской комиссии В. Н. Татищеву в 1738 году написано следующее: «Многих верных башкирцев и протчих иноверцов раззоряют и убытчат и испродают напрасно ссылочной вор Казанской дороги дер. Месягутовой мещеряк Месугут Тятимов да Осинской дороги черемисской сотник Мустай Музиков, на которых имеютца в Уфинской канцелярии дела во многих раззорениях; також показанной Месягут ныне, обратно ис ссылки бежав, живет по-прежнему в Уфинском уезде и таки ворует и чинит раззорение. И по сыску на оных раззорителей вин из Уфинского уезду выслать, куда указом повелено будет».
В материалах 4-й ревизии (1782 год) в деревне Масягутово, Карамалы тож были учтены ясачные татары в количестве 116 душ мужского пола.
В 1783 году в деревне Минлигулово, Масягутово тож были учтены 65 тептярей, в 1795 году — 82 тептяря.
По сведениям 1816 года, в деревне были учтены 74 башкира-вотчинника, 61 ясачный татарин, 7 тептярей. В 1834 году были учтены 195 ревизских душ тептярей. По сведениям 1856 года (X ревизия), в деревне были учтены 233 тептяря, 90 государственных крестьян.
В «Списке населенных мест по сведениям 1859 года», изданном в 1864 году, населённый пункт упомянут как казённая и башкирская деревня Масягутова 1-го стана Бугульминского уезда Самарской губернии. Располагалась при речке Мальбагуше, на просёлочном тракте из Бугульмы в Мензелинск, в 50 верстах от уездного города Бугульмы и в 42 верстах от становой квартиры в казённой и башкирской деревне Альметева (Альметь-муллина). В деревне в 60 дворах жили 381 человек (173 мужчины и 208 женщин). Была мечеть.
По данным переписи 1897 года, в деревне Масягутова Бугульминского уезда Самарской губернии проживали 1067 жителей (547 мужчин и 520 жителей), в том числе 1054 мусульманина.

## Население
Численность населения по годам. Источник.
| 1782 | 1859 | 1889 | 1910 | 1920 | 1926 | 1938 | 1949 | 1958 | 1970 | 1979 | 1989 | 2002 | 2010 | 2015 | 2018 |
| ---- | ---- | ---- | ---- | ---- | ---- | ---- | ---- | ---- | ---- | ---- | ---- | ---- | ---- | ---- | ---- |
| 278  | 381  | 773  | 1074 | 1283 | 872  | 815  | 482  | 593  | 726  | 594  | 478  | 492  | 355  | 372  | 363  |

Национальный состав
Согласно результатам переписи 2002 года, в национальной структуре населения татары составили 94%.

## Экономика
В селе 160 домохозяйств).

## Религия
В 1996 году в селе была построена мечеть.

### Комментарии
1. ↑  Расстояние измерено с помощью инструментария Яндекс.Карты